# Joner auf Tettenweis

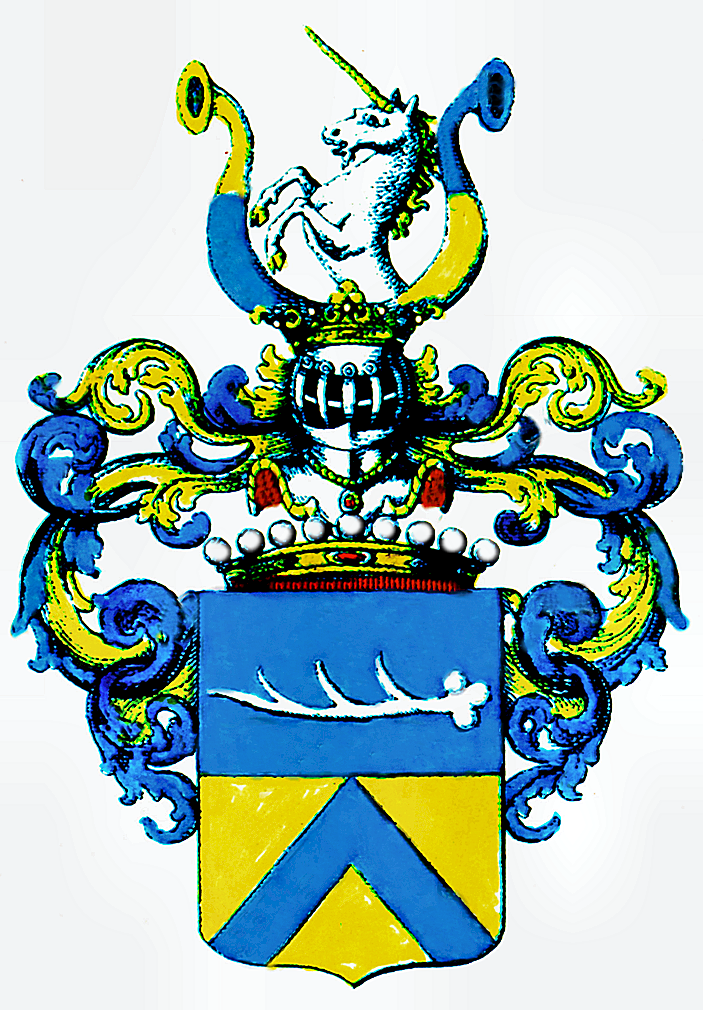
Wappen der Reichsgrafen von Joner auf Tettenweis 1790

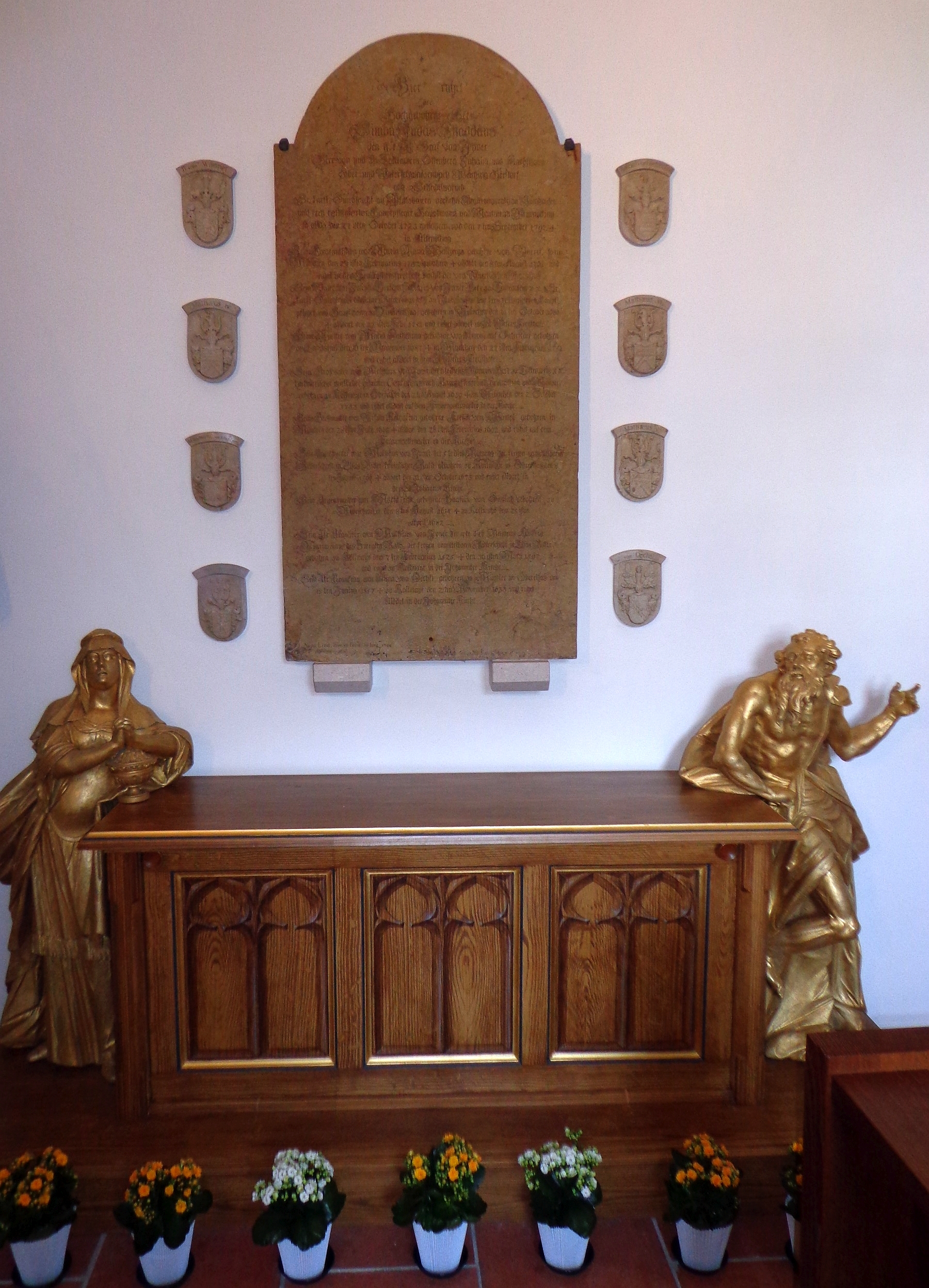
Teile des Epitaphs aus der ehem. Joner'schen Grabkapelle (heute Sakristei). Heute aufgestellt in der Turmkapelle der Pfarrkirche Tettenweis

Die Reichsgrafen von Joner auf Tettenweis (andere Schreibweise: Jonner auf Tettenweiss) waren ein altes, aus dem Elsass stammendes bayerisches Adelsgeschlecht.

## Geschichte
Die bayerischen Joner entstammen einer alten Familie aus dem Elsass, welche am 16. Oktober 1420 durch Kaiser Sigismund in den Adelstand erhoben wurde. 
Kaiser Rudolph II. bestätigte diese Adelsverleihung am 2. März 1584 für den kaiserlichen Rat Matthäus Joner und seinen Brüdern Hans und Walther Joner zu Colmar; gleichzeitig erfolgte ihre Erhebung in den Reichsritterstand. 
Zu Beginn des 18. Jahrhunderts erwarb der kurbayerische Geheime Rat und Pfleger zu Neuötting Matthäus von Joner durch Heirat die große Herrschaft Tettenweis im unteren Rottal (siehe unten), worauf ihm Kaiser Karl VII. am 16. August 1733 den Reichsritterstand mit dem Prädikat „Joner von Tettenweis“ bestätigte und die Glieder der Familie als Edle der unmittelbaren Reichsritterschaft im unteren Elsass erklärte.

Wappen von Tettenweis

Simon Thaddäus von Joner auf Tettenweis (1723–1797), ein Enkel des Matthäus von Joner, wurde vom Kurfürsten Karl Theodor mit Datum vom 10. November 1789 in den bayerischen Freiherrenstand und während des Reichsvikariates am 18. September 1790 in den Reichsgrafenstand erhoben. Sein Enkel, Reichsgraf Johann Nepomuk Anton (1783–1856), wurde am 23. Mai 1809 in die Adelsmatrikel des Königreichs Bayern aufgenommen.
Grablege des Geschlechtes war die Pfarrkirche St. Martin in Tettenweis. 
Die Joner blieben bis 1872 Inhaber von Tettenweis. Das Geschlecht ist im Mannesstamm erloschen. In Tettenweis wird der Familie durch die „Graf-Joner-Straße“ gedacht. Im Stadtwappen ist auch noch das vierendige Hirschgeweih aus dem Wappen der Joner zu finden.

## Besitzungen

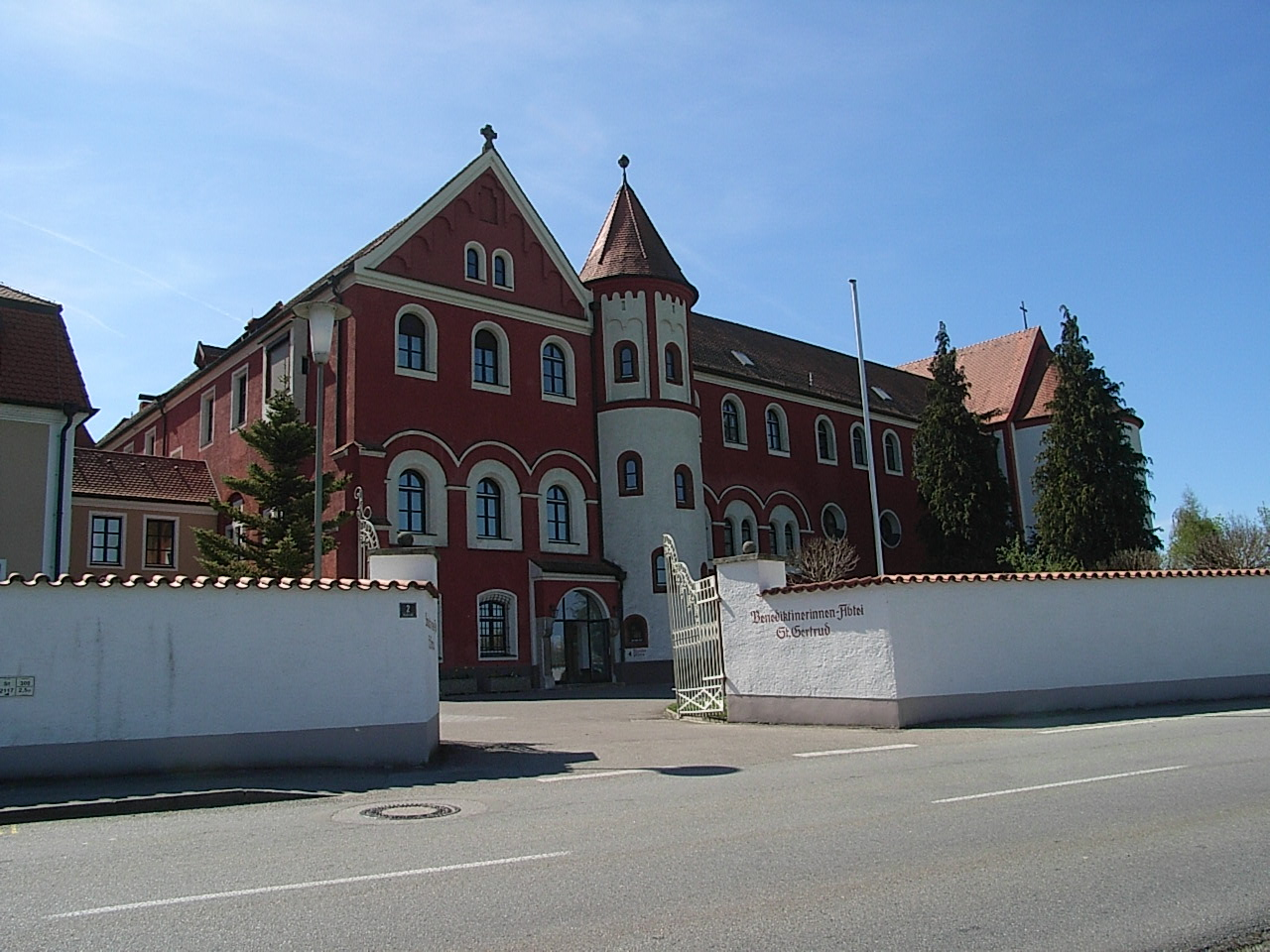
Ehemaliges Hofmarkschloss der von Joner, heute Kloster Tettenweis

Hauptsitz der Grafen Joner war die Herrschaft Tettenweis in Niederbayern, welche zu Beginn des 18. Jahrhunderts durch Heirat an Matthäus von Joner, Pfleger in Neuötting, gekommen war. 
Bis 1662 waren die Güter Tettenweis und Karpfham im Besitz des als Historiker und Rechtsgelehrten bekannten kurbayerischen Kanzlers Johann Adlzreiter von Tettenweis gewesen. Nach Erlöschen der Familie im Mannesstamm fielen die Güter an seine Erbtochter Rosina Adlzreiter, die sich 1648 mit Johann von Wampel, I. U. D. und kurbayerischer Hofrat, vermählt hatte. Die Tochter aus dieser Ehe, Ursula Catharina von Wampel, brachte die genannten Güter an ihren Gemahl, den oben bereits erwähnten Matthäus von Joner.
Ein Urenkel des Matthäus von Joner, Franz Xaver Reichsgraf von Joner auf Tettenweis (1752–1824), ließ 1797 an Stelle eines bescheidenen Vorgängerschlösschens ein Hofmarksschloss am Ortsrand von Tettenweis erbauen, das heutige Benediktinerinnenkloster Tettenweis.
1873 kaufte das Rittergut Tettenweis der österreichische Hofrat Richard Weiß Edler von Starkenfels (1815–1882), der in den 1870er Jahren in den  österreichischen Freiherrenstand erhoben wurde. Sein Sohn Alois (1847–1895) heiratete die Witwe des letzten Grafen von Tauffkirchen zu Kleeberg und war ein bedeutender Heraldiker und Genealoge, der zusammen mit Johann Kirnbauer von Erzstätt das Siebmacher-Wappenbuch über den Adel in Oberösterreich verfasste. 1893 verkaufte dieser das Rittergut Tettenweis samt Schloss weiter.

## Wappen

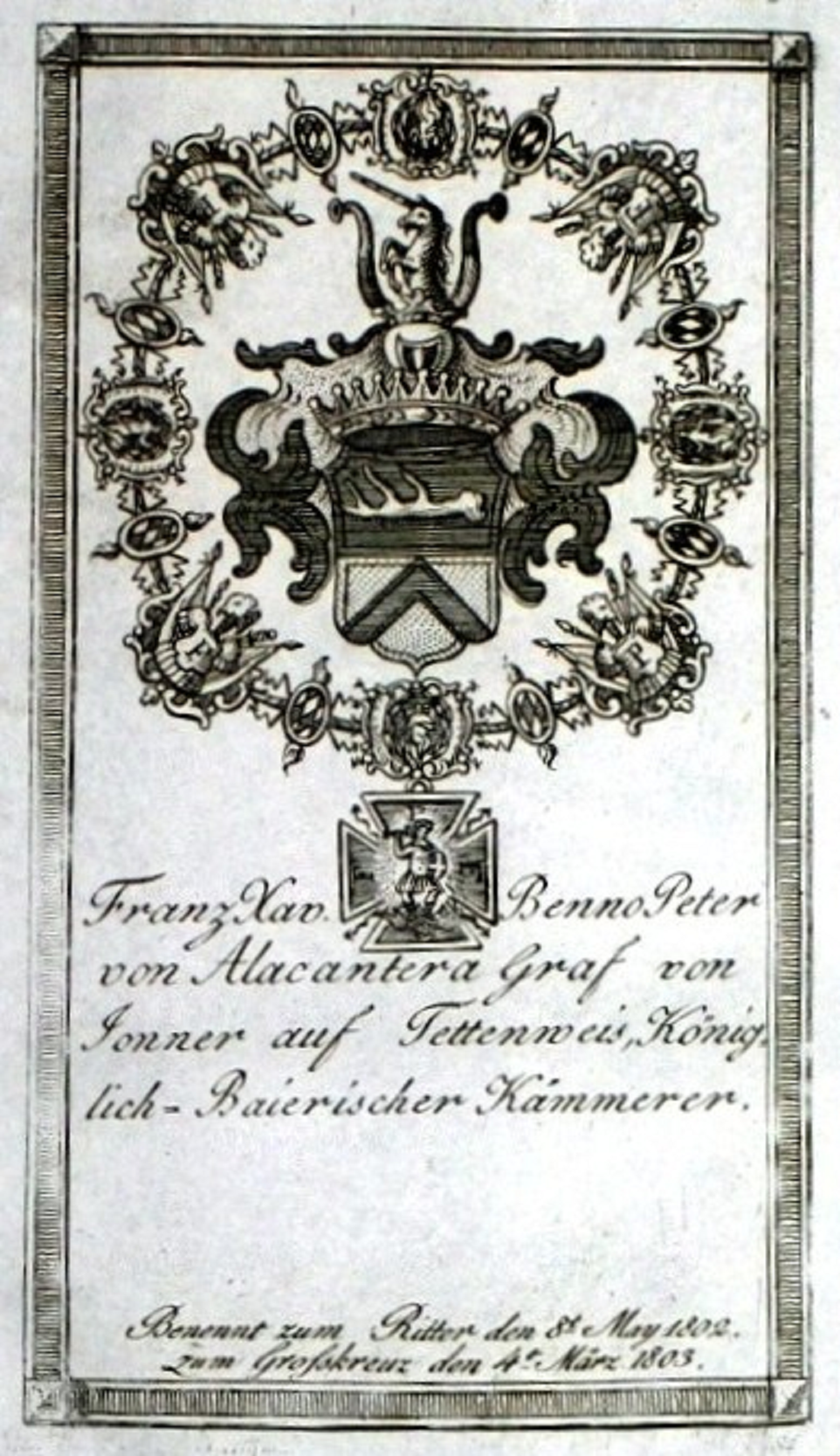
Wappen des Franz Xaver Reichsgrafen von Jonner auf Tettenweis (1752–1824), mit der Kette des bayerischen St. Michael-Ordens

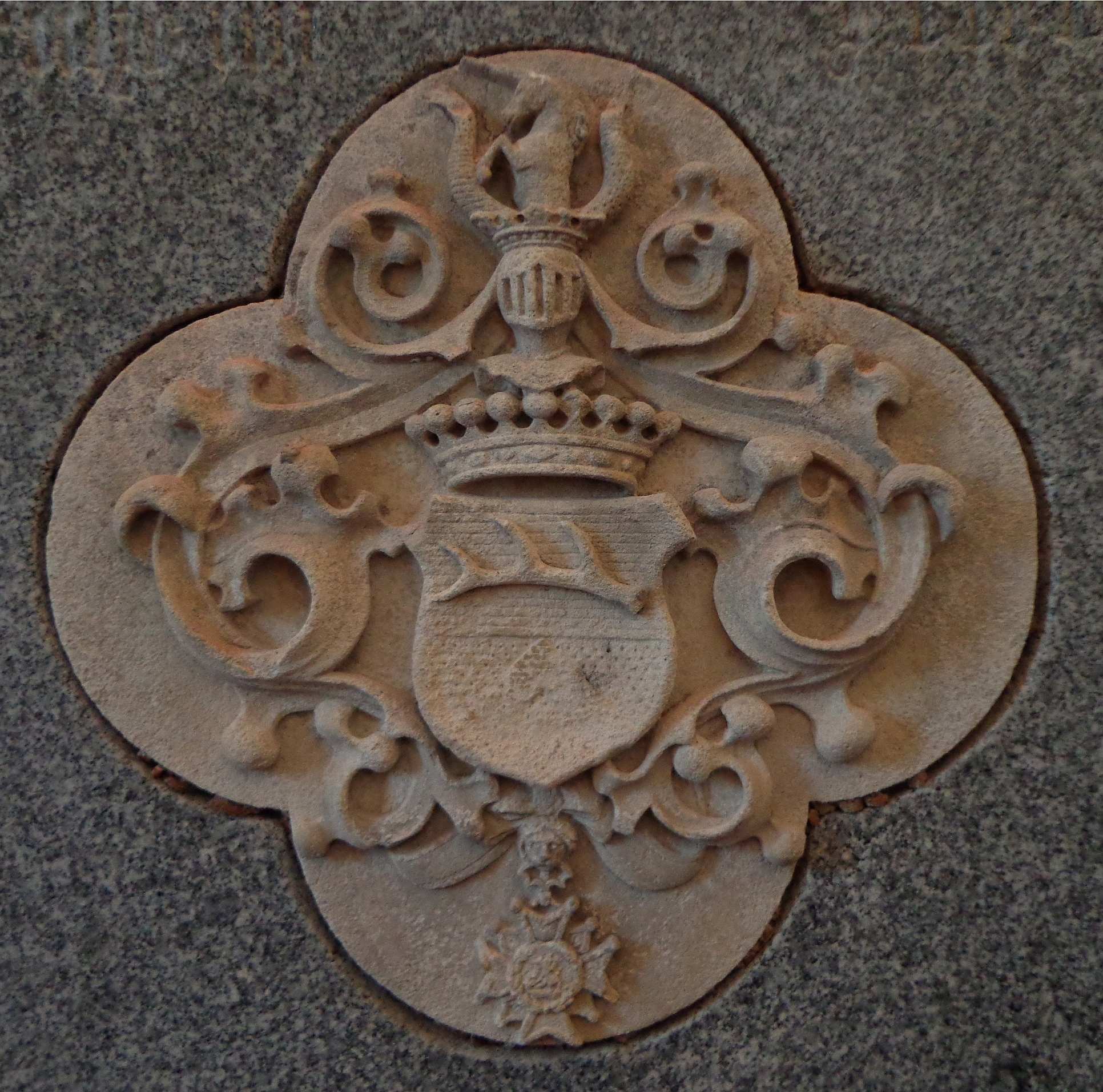
Familienwappen Joner auf der Gruftplatte in der Pfarrkirche von Tettenweis; unter dem Schild die Insigne des Ritterordens vom Hl. Georg

1790: Schild von Blau und Gold quergeteilt. Oben in Blau liegt nach der Quere an der Herzstelle, entlang des Schildes, ein silbernes, mit einem Teil der Hirnschale abgerissenes einfaches Hirschgeweih von vier Enden, die Spitzen aufwärts rechtskehrend. Unten in Gold ein blauer, bis an die Teilungslinie reichender Sparren. Den Schild deckt die Grafenkrone, auf der sich ein gekrönter Helm erhebt, welcher zwei von Gold und Blau quergeteilte Büffelshörner mit gewechselten Tinkturen trägt. Zwischen den Hörnern wächst ein silbernes, rechtsgekehrtes Einhorn bis zum Hinterleib herauf. Die Helmdecken sind blau und golden.

## Genealogie (Auszug)
1. Simon Judas Thaddäus Anton, Reichsgraf von Joner auf Tettenweis (* 28. Oktober 1723; † 22. Februar 1797), Pfleger und Kastner zu Neuötting (1748–1788) sowie kurpfälzischer Regierungsrat zu Burghausen ⚭ München 15. Juli 1751 Maria Anna Walburga von Unertl (* 24. Juli 1732; †?), und hatte aus dieser Ehe zwei Söhne und zwei Töchter, darunter:
  1. Franz Xaver Benno Peter de Alcantara, Reichsgraf von Joner auf Tettenweis (* 13. Juli 1752; † 16. Dezember 1824), Herr auf Tettenweis, Ottenberg, Sulzbach, Inham, Karpfham, Rottenbergham, Erlbach, Ober- und Niederschwärzenbach, Itzling, Pörring, Weichling, Gerstort, Scheibelsgrüb und Kollerseich, königlich bayerischer Kämmerer und Großkreuz-Kapitularherr des königlich bayerischen St. Michaelsordens[8] ⚭ ◾Maria Adelheid Josepha von Armansperg (* ?; † 9. August 1794), und hatte aus dieser Ehe drei Söhne und eine Tochter, darunter:
    1. Johann Nepomuk Anton Simon Thaddäus Joseph Udalricus, Reichsgraf von Joner auf Tettenweis (* 4. Juli 1783; † 21. Mai 1856 in Tettenweis), königlich bayerischer Kämmerer und erster Zeremonienmeister, Komtur- und Kapitularherr des hohen Ordens vom Heiligen Georg und Herr der Herrschaft Tettenweis etc. ⚭ 5. September 1810 Maria Anna Gräfin von Törring und Tengling, Freiin von Seefeld (* 3. April 1794; † 29. Oktober 1874 in Neuhaus am Inn), Theresienordensdame. Aus dieser Ehe stammten drei Söhne und eine Tochter, darunter:
      1. Maximilian Joseph Clemens Johann Nepomuk, Reichsgraf von Joner auf Tettenweis (* München, 19. Januar 1813; † 3. Februar 1813)
      2. Clemens von Joner auf Tettenweis (1814–1870), bayerischer Kämmerer, Generalmajor, Kommandant der 6. Infanterie-Brigade und Stadtkommandant von Nürnberg. Er schrieb das Buch Kurzer Abriss der Geschichte des königl.-bayerischen 10. Infanterie-Regimentes „Prinz Ludwig“ (Ingolstadt 1868). Clemens Joseph ⚭ Teinitzl, 23. November Ernestine Maria Gräfin von Kolowrat-Krakowsky (* Teinitzl, 22. August 1841; † Gross-Hoschütz, 24. Oktober 1923); aus dieser Ehe stammte eine Tochter, Anna (* 26. Juli 1865; † 8. November 1929)[9]
      3. Joseph von Joner-Tettenweiß (1821–1898), bayerischer Generalmajor und Kämmerer sowie Ritter des Ordens vom Heiligen Georg ⚭ Elise Schießl (1829–1900)

    2. Franz Xaver Ludwig Johann Nepomuk Joseph Franz von Sales, Reichsgraf von Joner auf Tettenweis (* 29. Januar 1789; † München, 25. September 1858), königlich bayerischer Kämmerer und pensionierter Major ⚭ 29. April 1820 Amalie Freiin Stromer von Reichenbach (* 1. Juni 1798; † 25. März 1838),[7] und hatte aus dieser Ehe 2 Töchter.
    3. Matthäus Johann Nepomuk Joseph Anselm, Reichsgraf von Joner auf Tettenweis (* 21. April 1792; † 1. Januar 1836) ⚭ Maximiliana Wilhelmina Francisca Elisabetha Maria Anna Henriette Catharina Josepha Freiin von Pechmann (* um 1802; † 12. November 1862)